# Fred Keup
Fred Keup (nascido em 15 de maio de 1980 na cidade de Luxemburgo) é um político luxemburguês (ADR) e membro do parlamento na Câmara dos Deputados (Luxemburgo) desde 14 de outubro de 2020.

## Política
Nas eleições gerais de 2018 em Luxemburgo, Fred Keup concorreu na lista do ADR no distrito eleitoral do sul e recebeu o terceiro maior número de votos. Depois de o primeiro eleito Gaston Gibéryen ter declarado o seu desejo de se aposentar mais cedo, Keup o substituiu na Câmara dos Deputados (Luxemburgo) em 14 de outubro de 2020.

## Outros interesses
Fred Keup é o presidente do clube de futebol FC Kehlen.